# Гібсонс
Гібсонс (англ. Gibsons) — містечко в Канаді, у провінції Британська Колумбія, у складі регіонального округу Саншайн-Коаст.

## Населення
За даними перепису 2016 року, містечко нараховувало 4605 осіб, показавши зростання на 3,8%, порівняно з 2011-м роком. Середня густина населення становила 1 072,6 осіб/км².
З офіційних мов обидвома одночасно володіли 320 жителів, тільки англійською — 4 110, а 10 — жодною з них. Усього 520 осіб вважали рідною мовою не одну з офіційних, з них 5 — одну з корінних мов, а 10 — українську.
Працездатне населення становило 56,9% усього населення, рівень безробіття — 5,9% (6,6% серед чоловіків та 5,2% серед жінок). 78,6% осіб були найманими працівниками, а 19,8% — самозайнятими.
Середній дохід на особу становив $43 325 (медіана $32 279), при цьому для чоловіків — $51 528, а для жінок $36 851 (медіани — $40 064 та $27 866 відповідно).
27,4% мешканців мали закінчену шкільну освіту, не мали закінченої шкільної освіти — 13,4%, 59% мали післяшкільну освіту, з яких 41% мали диплом бакалавра, або вищий, 35 осіб мали вчений ступінь.
| Статево-вікова структура населення | Статево-вікова структура населення | Статево-вікова структура населення | Статево-вікова структура населення | Статево-вікова структура населення |
| ---------------------------------- | ---------------------------------- | ---------------------------------- | ---------------------------------- | ---------------------------------- |
|                                    |                                    |                                    |                                    |                                    |
| Всього                             | Всього                             | 44,3%55,7%                         |                                    |                                    |
| 0 — 14 років                       | 0 — 14 років                       |                                    | 11%                                | 11%                                |
| 15 — 64 років                      | 15 — 64 років                      |                                    | 57,8%                              | 57,8%                              |
| 65 і більше                        | 65 і більше                        |                                    | 31,3%                              | 31,3%                              |
| 85 і більше                        | 85 і більше                        |                                    | 5,3%                               | 5,3%                               |
| Середній вік (років)               | Середній вік (років)               | 47,752,1                           | 50,1                               | 50,1                               |
| Медіана (років)                    | Медіана (років)                    | 52,356,3                           | 54,8                               | 54,8                               |
| — чоловіки — жінки                 |                                    |                                    |                                    |                                    |

| Походження мешканців:     | Походження мешканців:     | Походження мешканців: | Походження мешканців: | Походження мешканців: |
| ------------------------- | ------------------------- | --------------------- | --------------------- | --------------------- |
| Походження                |                           |                       | осіб                  | %                     |
| Корінні американці        | Корінні американці        |                       | 260                   | 5.9%                  |
| Інше північноамериканське | Інше північноамериканське |                       | 1 220                 | 27.7%                 |
| Європейське               | Європейське               |                       | 3 665                 | 83.2%                 |
| британське                | британське                |                       | 2 835                 | 64.36%                |
| французьке                | французьке                |                       | 415                   | 9.42%                 |
| українське                | українське                |                       | 225                   | 5.11%                 |
| Латинськоамериканське     | Латинськоамериканське     |                       | 30                    | 0.68%                 |
| Карибське                 | Карибське                 |                       | 25                    | 0.57%                 |
| Африканське               | Африканське               |                       | 75                    | 1.7%                  |
| Азійське                  | Азійське                  |                       | 305                   | 6.92%                 |
| Океанійське               | Океанійське               |                       | 20                    | 0.45%                 |

| Зайнятість населення за галузями (за класифікацією NOC): | Зайнятість населення за галузями (за класифікацією NOC): | Зайнятість населення за галузями (за класифікацією NOC): | Зайнятість населення за галузями (за класифікацією NOC): | Зайнятість населення за галузями (за класифікацією NOC): |
| -------------------------------------------------------- | -------------------------------------------------------- | -------------------------------------------------------- | -------------------------------------------------------- | -------------------------------------------------------- |
|                                                          |                                                          |                                                          |                                                          |                                                          |
| Управління                                               | Управління                                               |                                                          | 10,1%                                                    | 10,1%                                                    |
| Бізнес, фінанси та адміністрування                       | Бізнес, фінанси та адміністрування                       |                                                          | 9,6%                                                     | 9,6%                                                     |
| Природничі та прикладні науки                            | Природничі та прикладні науки                            |                                                          | 6,9%                                                     | 6,9%                                                     |
| Охорона здоров'я                                         | Охорона здоров'я                                         |                                                          | 10,8%                                                    | 10,8%                                                    |
| Освіта, правозахист, муніципальні та урядові служби      | Освіта, правозахист, муніципальні та урядові служби      |                                                          | 10,1%                                                    | 10,1%                                                    |
| Мистецтво, культура, відпочинок та спорт                 | Мистецтво, культура, відпочинок та спорт                 |                                                          | 5,3%                                                     | 5,3%                                                     |
| Роздрібна торгівля та послуги                            | Роздрібна торгівля та послуги                            |                                                          | 24,7%                                                    | 24,7%                                                    |
| Гуртова торгівля, транспорт та обладнання                | Гуртова торгівля, транспорт та обладнання                |                                                          | 14%                                                      | 14%                                                      |
| Природні ресурси, сільське господарство                  | Природні ресурси, сільське господарство                  |                                                          | 3%                                                       | 3%                                                       |
| Виробництво                                              | Виробництво                                              |                                                          | 6,2%                                                     | 6,2%                                                     |

## Клімат
Середня річна температура становить 9,4°C, середня максимальна – 19,8°C, а середня мінімальна – -2°C. Середня річна кількість опадів – 1 526 мм.
| Клімат поселення                              | Клімат поселення | Клімат поселення | Клімат поселення | Клімат поселення | Клімат поселення | Клімат поселення | Клімат поселення | Клімат поселення | Клімат поселення | Клімат поселення | Клімат поселення | Клімат поселення | Клімат поселення |
| Показник                                      | Січ.             | Лют.             | Бер.             | Квіт.            | Трав.            | Черв.            | Лип.             | Серп.            | Вер.             | Жовт.            | Лист.            | Груд.            |                  |
| Середній максимум, °C                         | 7,21             | 8,60             | 10,37            | 12,93            | 16,16            | 18,92            | 19,46            | 19,78            | 16,89            | 12,58            | 8,27             | 5,52             |                  |
| Середня температура, °C                       | 2,60             | 4,02             | 5,78             | 8,33             | 11,55            | 14,33            | 16,73            | 17,08            | 14,18            | 9,87             | 5,55             | 2,79             |                  |
| Середній мінімум, °C                          | −2               | −0,59            | 1,18             | 3,73             | 6,95             | 9,73             | 14,01            | 14,36            | 11,46            | 7,15             | 2,84             | 0,08             |                  |
| Норма опадів, мм                              | 210              | 136              | 141              | 111              | 89               | 71               | 44               | 48               | 62               | 164              | 244              | 206              |                  |
| Середньомісячна швидкість вітру, м/с          | 3.39             | 3.28             | 3.37             | 3.24             | 3.09             | 3.09             | 2.96             | 2.73             | 2.54             | 2.86             | 3.42             | 3.52             |                  |
| Середньомісячна сонячна радіація, кДж/м²·день | 2984             | 5809             | 9931             | 15110            | 18897            | 20269            | 21360            | 18221            | 13019            | 7046             | 3470             | 2387             |                  |
| --------------------------------------------- | ---------------- | ---------------- | ---------------- | ---------------- | ---------------- | ---------------- | ---------------- | ---------------- | ---------------- | ---------------- | ---------------- | ---------------- | ---------------- |
| Джерело:                                      |                  |                  |                  |                  |                  |                  |                  |                  |                  |                  |                  |                  |                  |